# Władysław Kolasa
Władysław Kolasa (ur. 1926, zm. 5 lutego 2012 w Warszawie) – polski inżynier mechanik, konstruktor samochodowy. Pionier zastosowania tworzyw sztucznych w procesie projektowania i budowy nadwozi samochodowych w polskim przemyśle motoryzacyjnym.
Władysław Kolasa całe życie zawodowe zatrudniony był jako konstruktor w Fabryce Samochodów Osobowych (FSO) w Warszawie. Przez 27 lat, do emerytury, kierował modelarnią biura konstrukcyjnego fabryki, której wcześniej był pracownikiem. Był współautorem pierwszych w polskim przemyśle motoryzacyjnym tzw. mastermodeli – wzorców nadwozia seryjnie produkowanego samochodu. Struktura, organizacja działania, opracowanie i adaptacja technologii pracy komórki modelarni, która stała się Działem Budowy Wzorców OBRSO, były w dużym stopniu jego autorskim opracowaniem. Był współkonstruktorem wszystkich pojazdów studialnych powstałych w FSO, w których zastosowano nadwozia z tworzyw sztucznych, do zakończenia pracy w fabryce.

## Życiorys
Ukończył Liceum Mechaniczno-Lotnicze Państwowej Szkoły Przemysłowej w Bielsku. W 1950 roku rozpoczął pracę w Biurze Konstrukcyjno-Doświadczalnym (BKD) Fabryki Samochodów Osobowych, przekształconym później w Dział Głównego Konstruktora (DGK) FSO.

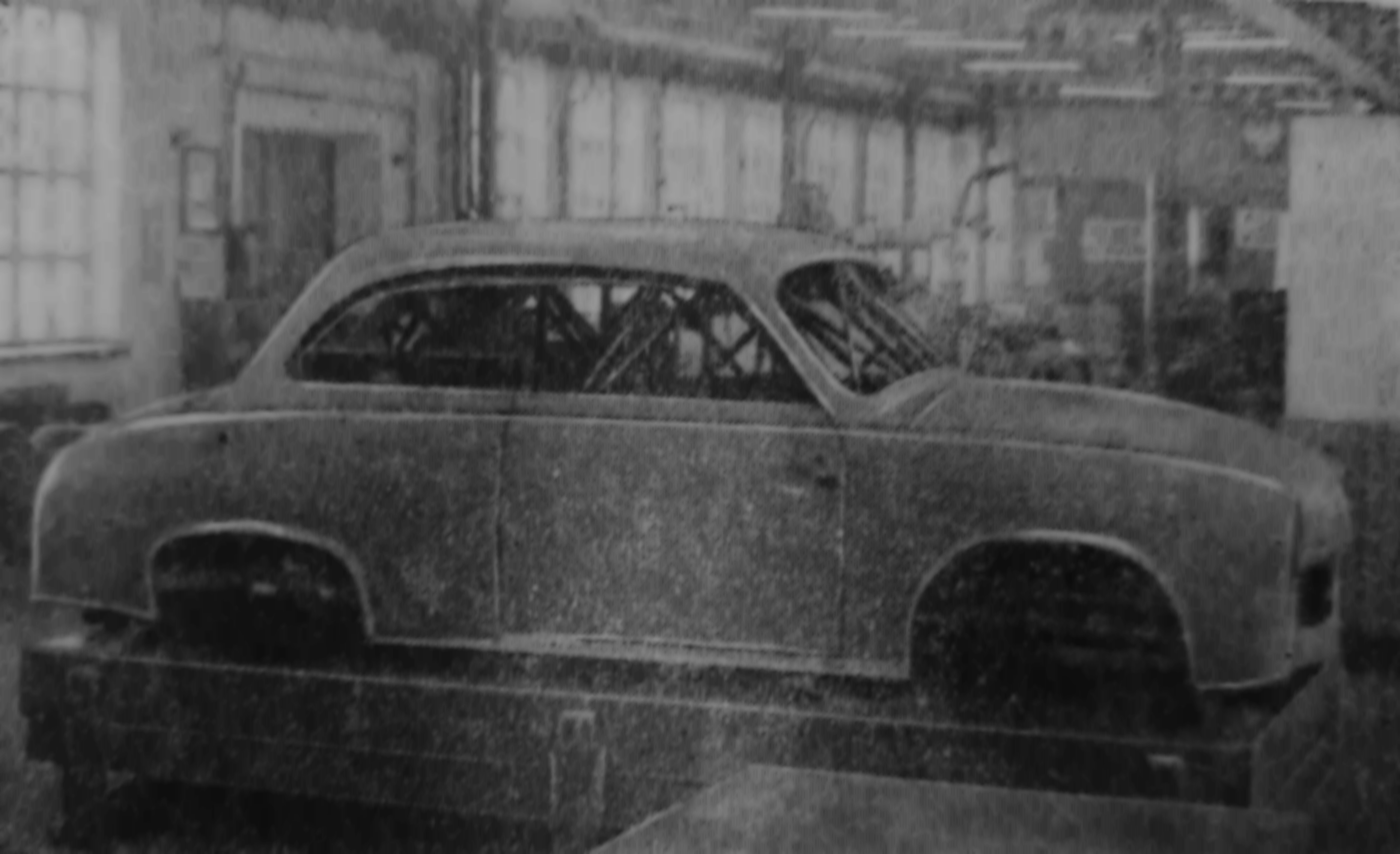
Model wzorcowy samochodu FSO Syrena

W 1955 roku odbył trzymiesięczną praktykę w Gorkowskiej Fabryce Samochodów na licencji której w FSO wytwarzano Warszawę M-20, gdzie poznał tamtejsze metody budowania modeli wzorcowych. Po powrocie, razem z inż. Stanisławem Łukaszewiczem, opracował po raz pierwszy w polskim przemyśle motoryzacyjnym wzorce nadwozia przyszłej Syreny. Rozumiejąc ograniczenia drewna, jako materiału stosowanego w Gorki do prototypowania nadwozi, Kolasa bardzo szybko zainteresował się przyszłościową technologią wykonywania mastermodeli z tworzyw sztucznych.

Samochód studialny FSO Syrena Sport w którym zastosowano nadwozie z laminatu epoksydowo-szklanego

Po odwilży październikowej FSO zaczęła nawiązywać kontakty z zachodnimi firmami otoczenia branży motoryzacyjnej. Trafiły tu m.in. próbki żywic epoksydowych i informacje o technologii laminatu epoksydowo-szklanego ze szwajcarskiej firmy CIBA (obecnie część BASF). Kolasa, który w ramach delegacji odwiedził laboratoria producenta, opracował podstawy zastosowania laminatu do wykonania modeli wzorcowych ale również elementów nadwozia (Syrena Mikrobus), całych nadwozi krótkoseryjnych (Syrena Sport), a nawet tłoczników do produkcji niewielkich serii (prototypowych, modeli pochodnych) karoserii blaszanych.
W 1963 roku został kierownikiem Działu Budowy Wzorców do którego rozrosła się modelarnia DGK. W związku z adaptacją licencji na produkcję Polskiego Fiata 125p kierował ujednolicaniem i harmonizowaniem norm i procedur stosowanych w opracowywaniu wzorców u Fiata i w FSO. Ułatwiał to fakt, że włoski koncern wcześniej poszedł analogiczną drogą technologii epoksydowej. Odbył wiele delegacji do Turynu.

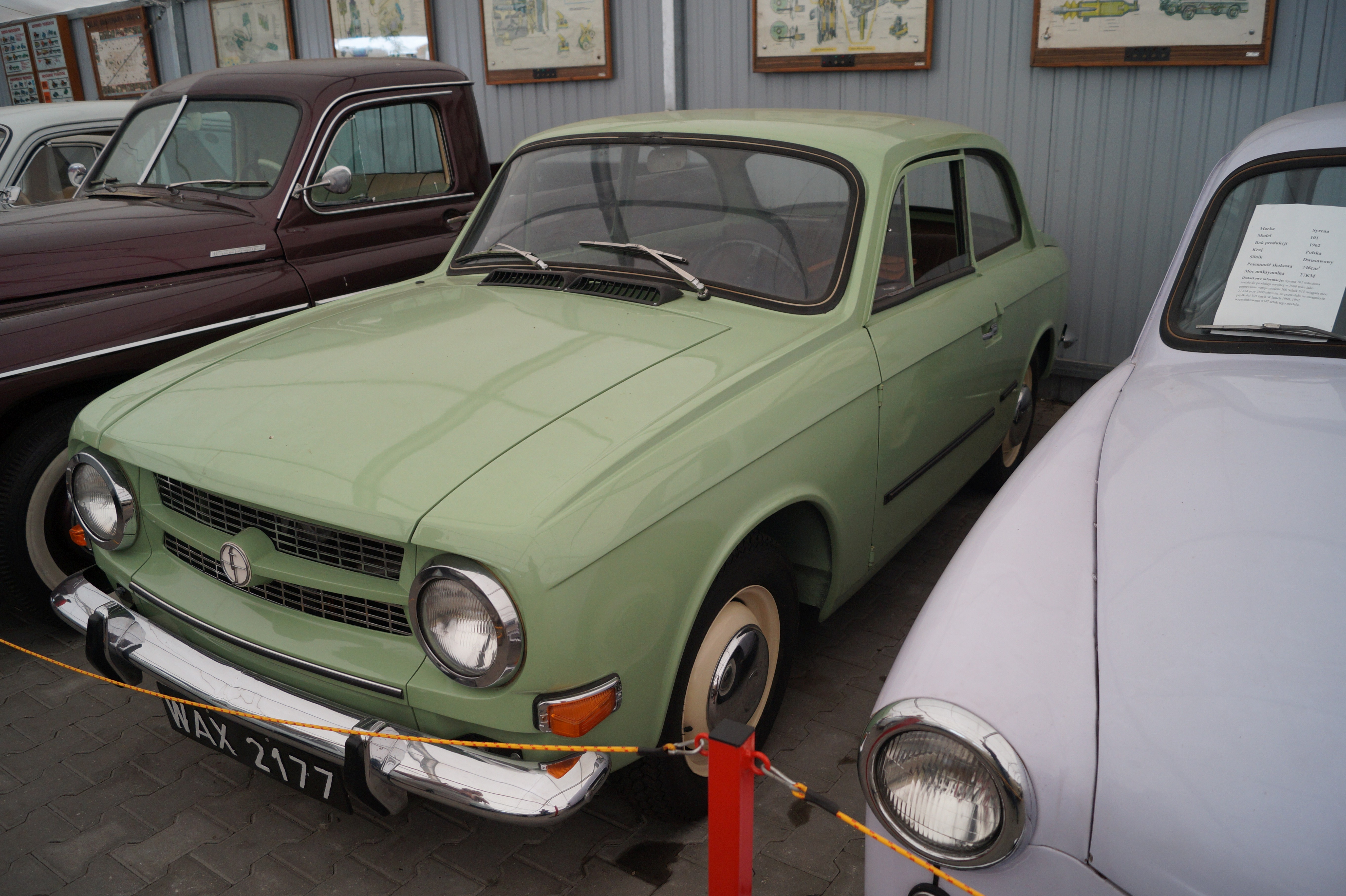
Samochód FSO Syrena L z nadwoziem z laminatu epoksydowo-szklanego

W związku z uruchomieniem produkcji licencyjnej FSO planowało zakończyć produkcję Syreny, dla której trzeba było jednak zapewnić 7-letnią dostępność części zamiennych po tym fakcie. W 1966 roku razem z inż. Łukaszewiczem, wówczas już szefem Biura Konstrukcji Nadwozi DGK FSO Kolasa zgłosił wniosek racjonalizatorski, który zapewniał rozsądne koszty produkcji nadwozia (traktowanego jako jednolita część zamienna w samochodach opartych na ramie) w niewielkiej liczbie, szacowanej na kilkaset sztuk rocznie. Nadwozie Syreny L miało być wykonywane z laminatu epoksydowo-szklanego (stąd inna nazwa Syrena Laminat, pod którą samochód jest najlepiej znany), nie było konieczne utrzymywanie linii technologicznej pras z odpowiednimi tłocznikami. Kolasa z Łukaszewiczem skonstruowali Syrenę L wraz z całym oprzyrządowaniem w postaci form negatywowych do wyklejania poszczególnych elementów nadwozia. Konstrukcja miała być wykonywana poza FSO. Nadwozie można było połączyć ze wszystkimi wersjami podwozia dotychczas produkowanych Syren i uzbroić w oszklenie, fotele oraz większość wyposażenia sprzed wymiany. Od 1969 roku osobiście testował jeden z czterech powstałych w FSO prototypów, który po trzyletnim programie prób odkupił od fabryki. Ze względu na kontynuację produkcji Syreny w FSM FSO zostało zwolnione z wymagania dostępności części zamiennych a przedsięwzięcie anulowano. Powstało jednak jeszcze kilkanaście nadwozi po tym, jak pracownicy modelarni odkupili z fabryki formy, planując wytwarzanie nadwozia prywatnie. Kolasa uczestniczył jeszcze w budowie dwóch pojazdów studialnych z nadwoziami laminatowymi na bazie PF 125p: PF 125p Coupé z 1971 roku, zaprojektowanego przez Zbigniewa Wattsona i FSO Ogar z 1977, projektu Cezarego Nawrota.

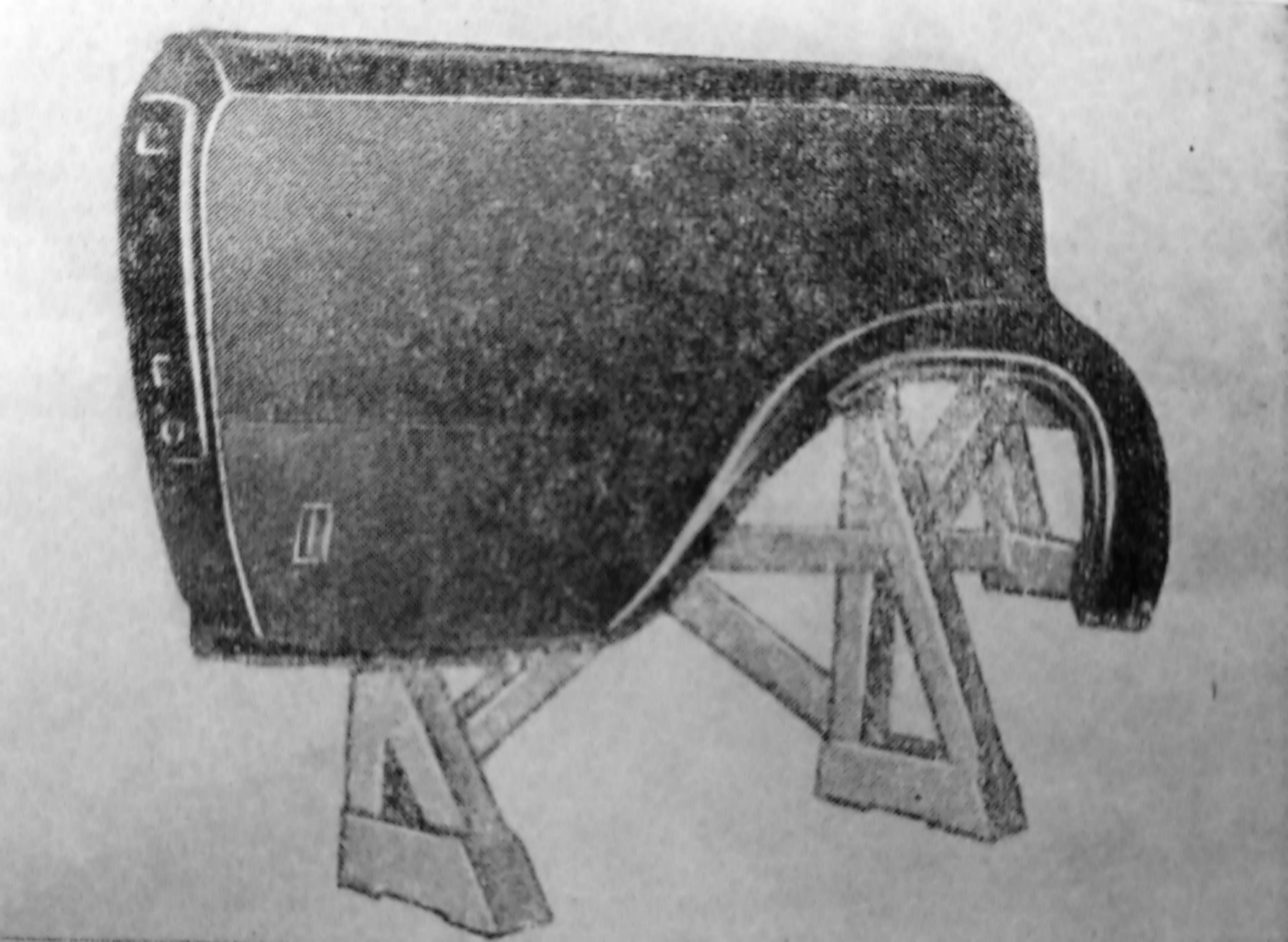
Model wzorcowy tylnego błotnika PF 125p kombi wykonany w OBRSO

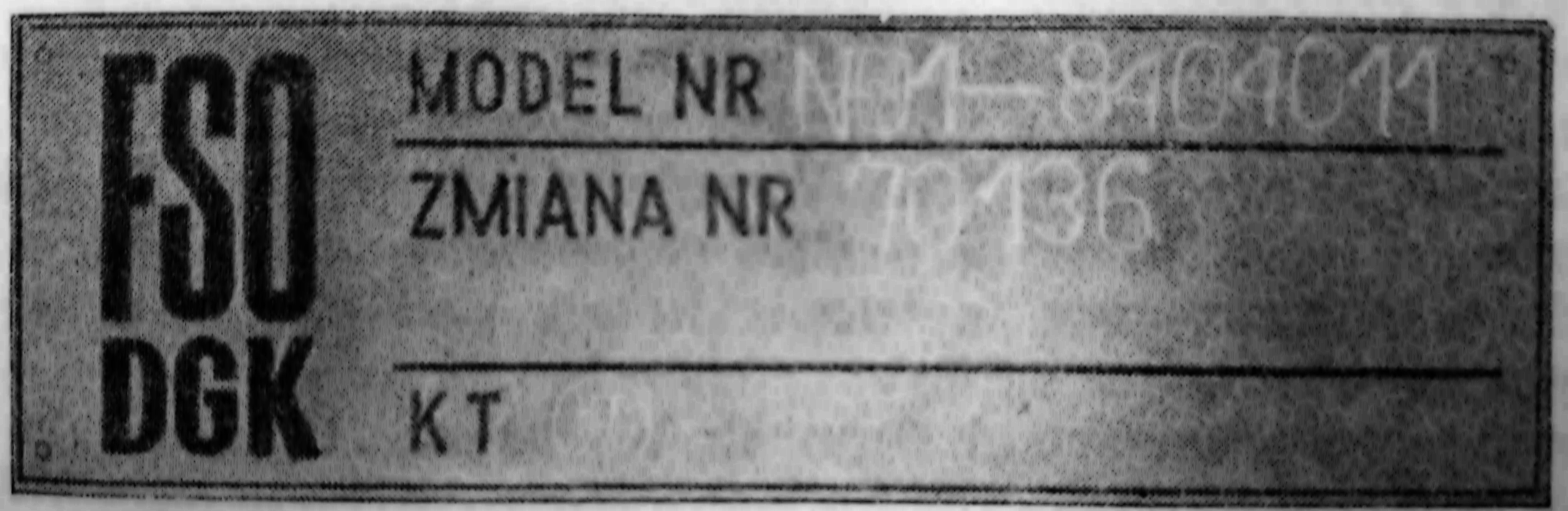
Tabliczka znamionowa modelu wzorcowego stosowana w czasie, gdy Działem Budowy Wzorców kierował Władysław Kolasa

Władysław Kolasa uczestniczył w niezliczonych modyfikacjach konstrukcji PF 125p do końca jego produkcji już jako FSO 1500 oraz Poloneza, wszędzie tam, gdzie zmiana pociągała za sobą konieczność modyfikacji tłocznka, poprzedzonej odpowiednią zmianą kształtu wzorca. Uczestniczył też w analogicznym przedsięwzięciu związanym ze współpracą polskiego i jugosłowiańskiego przemysłu motoryzacyjnego. Pod koniec lat 70. w FSO i podczas delegacji do kooperującej firmy Zastava brał udział w przekonstruowaniu 5-drzwiowego nadwozia samochodu Zastava 1100 na 3-drzwiowe, wyróżnione w nazwie dodatkiem Mediteran. Samochód w wersji podstawowej był produkowany w FSO od 1973 roku jako Zastava 1100p. W Polsce wykonano tłoczniki do zmodyfikowanego nadwozia, które produkowano w zakładach w Kragujevacu od 1979 a w FSO – od 1980 roku. Ostatnimi pracami pod kierownictwem Władysława Kolasy było przygotowanie wzorców nadwoziowych Poloneza Caro.